# Cyclocephala fasciolata
Cyclocephala fasciolata är en skalbaggsart som beskrevs av Bates 1888. Cyclocephala fasciolata ingår i släktet Cyclocephala och familjen Dynastidae. Inga underarter finns listade i Catalogue of Life.